# Cañada de Onofres
Cañada de Onofres är en ort i Mexiko, tillhörande kommunen Isidro Fabela i delstaten Mexiko. Orten hade 652 invånare vid folkräkningen 2010.